# Ульдинген-Мюльхофен
Ульдинген-Мюльхофен (нем. Uhldingen-Mühlhofen) — община на северном берегу Боденского озера в немецкой федеральной земле Баден-Вюртемберг. Государственно признанный курорт.
Подчиняется административному округу Тюбинген. Входит в состав района Боденское озеро. Население составляет 7910 человек (на 31 декабря 2010 года). Занимает площадь 15,66 км².

## Достопримечательности
- Музей свайных жилищ бронзового века (часть всемирного наследия ЮНЕСКО)
- Замок Маурах
- Базилика Бирнау
- Серпентарий
- Частный Музей тракторов
- Капелла в Унтерульдингене (1505 г.)
- Капелла св. Вольфганга в Оберульдингене (XVI в.)

## Фотографии
- Вокзал
- Музей свайных жилищ бронзового века
- Базилика Бирнау
- Церковь св. Мартина в Зеефельдене